# زیگبرت دوم
زیگبرت دوم یا زیگیبرت دوم (زادهٔ ۶۰۱ یا ۶۰۲ – درگذشتهٔ اواخر ۶۱۳) پادشاه بورگوندی و اوسترازیا برای چند هفته در سال ۶۱۳ میلادی بود. او همراه با مادرجدش برونهیلدا به‌دست کلوتار دوم اعدام شد.

## زندگینامه
زیگبرت دوم فرزند حرامزادهٔ تئودریک دوم، پادشاه بورگوندی و اوسترازیا بود که پس از مرگ پدرش در سال ۶۱۳ میلادی، جانشین او شد. برونهیلدا، زیگبرت را در برابر شورایی ملی قرار داد و نجیب‌زادگان با او بیعت کرده و زیگبرت دوم را پادشاه هر دو پادشاهی بورگوندی و اوسترازیا نامیدند. با وجود این وارناشار، شهردار کاخ اوسترازیا این ترس را داشت که زیگبرت خردسال تحت نفوذ برونهیلدا قرار گیرد. پس او و رادو، شهردار کاخ بورگوندی به کلوتار دوم، پادشاه نوستریا پیوستند و او را حامی و نایب‌السلطنهٔ قانونی زیگبرت دوم دانستند. آنان همچنین به کلوتار قول دادند که از نایب‌السلطنتی برونهیلدا حمایت نکرده و در صورت حملهٔ کلوتار در برابرش مقاومت ننمایند.
برونهیلدا و زیگبرت در انه با ارتش کلوتار روبرو شدند، اما دوک روکو، دوک زیگفالد و آلتئوس با ترک آنان به نیروهای کلوتار پیوستند. برونهیلدای سالخورده و زیگبرت خردسال چاره‌ای جز فرار نیافتند و توانستند خود را تا اورب برسانند اما در نهایت توسط عوامل کلوتار دوم در کنار دریاچه نوشاتل دستگیر و به فرمان او محکوم به مرگ شدند. زیگبرت و برادر کوچکترش کوربو هر دو اعدام شدند و برونهیلدا را پس از سه روز شکنجه بر روی رَک، با بستن به چهار اسب و راندن آنها به چهارسوی مختلف، پاره‌پاره کردند و کشتند. پس از آن دشمنی دیرینه بین اوسترازیا و نوستریا به‌پایان رسید و کلوتار با متحدساختن هر دو پادشاهی، فرمانروای تمامی فرانک‌ها شد.